# (5550) 1981 UB1
1981 يو بي 1 (ويعرف أيضًا باسم (5550) 1981 يو بي 1 وفق تسمية الكوكب الصغير) (بالإنجليزية: 1981 UB1)‏ هو كويكب ضمن حزام الكويكبات؛ وترتيبه 5550 من حيث الاكتشاف.
اكتُشف هذا الجُرم الفلكي بواسطة Laurence G. Taff ‏ في 30 أكتوبر 1981.

## وصلات خارجية
- (5550) 1981 UB1 في قاعدة بيانات مختبر الدفع النفاث لأجرام النظام الشمسي الصغيرة

- الاكتشاف · مخطط المدار ·  العناصر المدارية · المعلمات المادية

- (5550) 1981 UB1 على موقع ويكي سكاي: DSS2, SDSS, GALEX, IRAS, Hydrogen α, X-Ray, Astrophoto, Sky Map, Articles and images